# 北京亚洲大酒店
39°55′53″N 116°25′59″E / 39.931346°N 116.432994°E

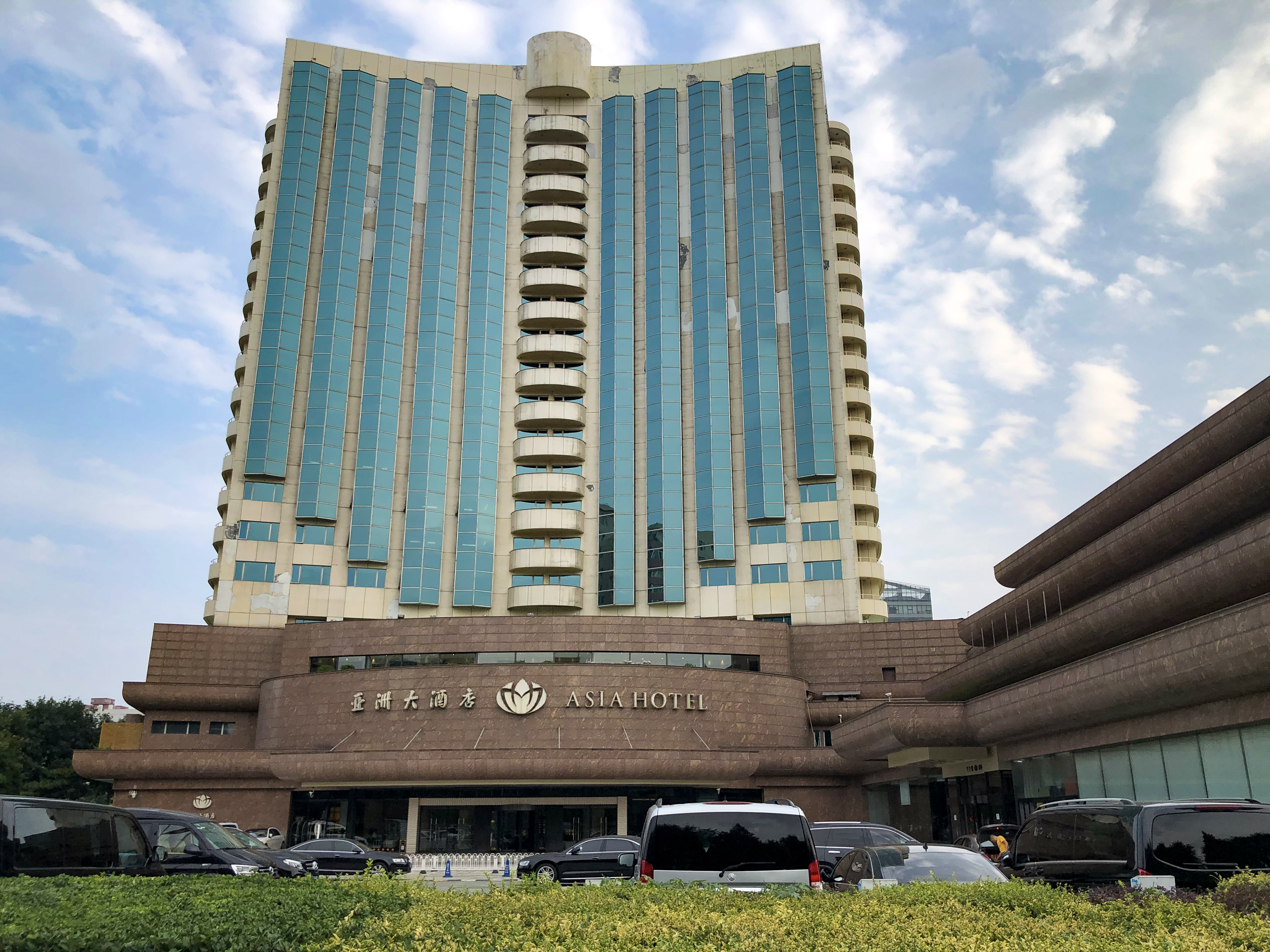
亚洲大酒店

北京亚洲大酒店，位于北京市东城区新中西街8号，隶属中华人民共和国公安部。

## 简介
北京亚洲大酒店于1990年9月15日开业。2000年停业装修。经过近10个月的停业装修，2001年4月，北京亚洲大酒店重新开业。北京亚洲大酒店是四星级涉外商务酒店，由锦江国际（集团）有限公司管理。经过这次停业装修，酒店大堂融汇了东西方建筑风格，大堂内有大理石柱、万字符、艺术品，象征招财进宝的镇店之宝，以及画家陈逸飞的作品。CI世纪由香港设计家张再历担纲，公共区域的工艺品由陈逸飞设计。
中华人民共和国公安部经常在北京亚洲大酒店举办新闻发布会。
2015年起，北京亚洲大酒店经常接待每年“全国两会”代表团。